# Glee
Glee (estilizado como glee) é uma série de televisão criada e produzida por Ryan Murphy, Brad Falchuk e Ian Brennan para a Fox. A série foi exibida em mais de 60 países entre 2009 e 2015, tendo altos índices de audiência desde a sua estreia. Glee foi um marco cultural de boa-fé, e se tornou um fenômeno mundial em pouco tempo possuindo aclamação da crítica, uma base de fãs, mais de 43 milhões de músicas vendidas, duas turnês de concertos esgotados, prestígios vindos da Casa Branca, e inúmeros prêmios que incluem três Globos de Ouro, quatro Emmy Awards, seis Satelit Awards e cinquenta e sete outros prêmios.
A história de Glee se passa na fictícia William McKinley High School, em Lima, Ohio, e gira em torno de um grupo de estudantes entusiasmados e ambiciosos na sua luta para viver seu cotidiano nos cruéis corredores do colégio. Will Schuester assume a direção do clube do coral e tenta restaurar à sua antiga glória, além de estar sempre defendendo a existência do clube para a treinadora Sue Sylvester que faz tudo para acabar com as artes na escola. O foco principal da série são os alunos do clube Glee, assim como seus relacionamentos como casais, seu amor pela música e desejo de popularidade entrando em conflito devido à sua filiação no clube e a preocupação com o status. A trama tem uma pegada mista de música, drama, humor e crítica social, abordando temas embaraçosos, envolvendo religião, bullying, gravidez, sonhos, virgindade entre outros.
No Brasil, a série foi exibida pela FOX (TV Fechada), pela Rede Globo e pela Bandeirantes (TV Aberta). A série estava presente no catálogo do serviço de streaming Netflix até dia 23 de julho de 2017, quando todas as séries e filmes exibidos pela Fox foram retirados do catálogo. Em 30 de junho de 2019, a série retornou para Netflix com um novo contrato.
Glee é amplamente considerada como uma das melhores séries de televisão de todos os tempos devido seu ótimo enredo. Ao seu final, a série foi um dos programas da televisão a cabo mais assistidos nos Estados Unidos. A trama também possui dezesseis álbuns de trilha sonora, seis álbuns de compilação, onze extended plays (EPs) e quatrocentos e cinquenta singles, onde detém o recorde de maior número de singles a entrar na Billboard Hot 100 chart (203 faixas até à data), superando os registros anteriormente detidas por Elvis Presley, os Beatles e James Brown, além de mais de 13 milhões de álbuns vendidos em todo o mundo.

## Produção

### Concepção
Ian Brennan concebeu Glee com base em suas próprias experiências como membro do coral da Prospect High School em Mount Prospect, Illinois. Inicialmente, ele a imaginou como um filme, ao invés de uma série de televisão, e escreveu o primeiro rascunho em agosto de 2005, com o auxílio de Screenwriting for Dummies. Ele completou o roteiro no mesmo ano, mas não teve interesse no projeto por vários anos. Mike Novick, um produtor televisivo e amigo de Brennan de Los Angeles, fazia parte da mesma academia que Ryan Murphy, e lhe deu uma cópia do script de Ian. Murphy participou de um coral na faculdade, e sentiu que podia se relacionar com o texto. Ele e seu colega de Nip/Tuck, Brad Falchuk, sugeriram que Glee deveria ser produzida como um programa de TV. O roteiro foi totalmente re-escrito, e foi escolhido pela Fox em quinze horas após ser recebido. Murphy atribuiu isto, em parte, ao sucesso do canal com o American Idol. "Fazia sentido para a rede com o maior sucesso da TV, que é musical, fazer algo nessa linha", consoante seu comentário. Os dois se tornaram os produtores executivos e showrunners do programa; Brennan acabou por ocupar o cargo de co-produtor executivo e Novick o de produtor. Eles iniciaram o desenvolvimento da série escrevendo "todos os episódios".
Glee é estabelecida na ficcional William McKinley High School em Lima, Ohio. Murphy escolheu um cenário Centro-Oeste já que cresceu em Indiana, e recordou visitas infantis ao parque temático Kings Island, em Ohio. Embora se passe em Lima, a trama é filmada nos Paramount Studios e na Helen Bernstein High School em Hollywood. Ryan disse que nunca viu um filme da trilogia High School Musical, ao qual Glee foi comparada, e que seu interesse era criar um "musical pós-moderno", ao invés de "fazer um programa onde as pessoas começam a cantar", inspirando-se mais profundamente no formato de Chicago. Ele queria que o show fosse uma forma de escapismo:
| “ | Há tanto no ar agora sobre pessoas com armas, ou sci-fi, ou advogados correndo por aí. Esse é um gênero diferente, não há nada assim sendo exibido nos canais e no cabo. Tudo está tão escuro no mundo agora, e é por isso que Idol funcionou. É puro escapismo. | ” |

Murphy queria fazer um seriado para a família apelando tanto para crianças quanto para adultos, com personagens adultas estrelando igualmente ao lado dos adolescentes, e em outubro de 2009, ele já tinha traçado planos para Glee, cobrindo três anos de transmissão.

### Escrita
Os três criadores — Murphy, Falchuk e Brennan — planejam as histórias juntos. Nas duas primeiras temporadas, eles eram os únicos escritores, e após receberem créditos juntos no episódio piloto e no que iniciou a temporada de outono de 2009, iniciaram a tomar um único crédito autorial, com base na pessoa que "que tomou a liderança no decorrer da história ou escreveu um rascunho". Brennan notou que o processo de escrita é "rápido e solto, com ênfase no rápido", e cita Murphy como tendo dito, em termos de seus papéis na criação de episódios, "Eu sou uma espécie de cérebro. Brad é uma espécie de coração. Ian é uma espécie de osso da graça", o que ele disse que é "verdadeiro de vários jeitos". Algumas personagens foram desenvolvidas em maior parte por um escritor do que por outro. Ian escreve a maior parte do material de Sue, e Falchuk frequentemente escrevem as cenas entre Kurt e Burt Hummel, ainda que Ryan contribua muito para Kurt.
A partir da terceira temporada, um time de roteiristas foi contratado: Ali Adler, Roberto Aguirre-Sacasa, Marti Noxon, Michael Hitchcock, Matt Hodgson and Ross Maxwell. O terceiro episódio da temporada, "Pot o' Gold", foi escrito por Adler, sendo o primeiro não creditado a nenhum dos três criadores. Adler e Noxon não retornaram para a quarta série, e então, os escritores Russel Friend, Garrett Lerner e Stacy Traub, que estavam em House, foram contratados.

### Música e coreografia
A série inclui vários covers de canções, que são interpretadas onscreen pelas personagens. Ryan Murphy é o responsável pela escolha das músicas a serem apresentadas, e disse que se esforça para manter um equilíbrio entre os sucessos das paradas musicais e as obras cantadas no show: "Eu quero que haja algo para todo mundo em todos os episódios. É uma mistura complicada, mas é muito importante — esse equilíbrio." De acordo com ele, a escolha é integral ao desenvolvimento do roteiro; "Cada episódio tem um tema em seu núcleo. Depois que escrevo o texto, eu vou escolher canções que ajudam a mover a história junto." Em uma entrevista de 2010 com Allison Kugel, Chris Colfer disse que "houve várias vezes que eu cheguei pra Ryan Murphy (criador de Glee) e disse-lhe diversas coisas que aconteceram comigo, e então ele escreve no programa. Ou então ele me pergunta que música eu gostaria de cantar, nesta ou em outra situação. Eu não acho que nenhum de nós diretamente tentamos dar impulso no personagem ou na história, mas eles definitivamente roubam coisas da gente." A partir da segunda temporada, uma mudança em direção ao uso de músicas do Top 40 foi usada, em um esforço de apelar mais para o público entre 18 e 49 anos de idade.
Ryan ficou surpreso com a facilidade com que o uso das composições foram aprovadas pelas gravadoras, e explicou: "Eu acho que a chave para isso é que eles amaram o tom. Eles amaram que esse programa era sobre otimismo e jovens crianças, em sua maior parte, re-interpretando seus clássicos para um novo público." Uma minoria de artistas rejeitou permitir o uso de seu catálogo, como Bryan Adams, Guns N' Roses e Coldplay; entretanto, em junho de 2010, Coldplay voltou atrás em sua decisão, liberando o uso de seu repertório. Adams postou em sua conta no Twitter que os produtores de Glee nunca pediram permissão para uso das obras, e incitou-os a "pegar o telefone". O músico e compositor Billy Joel ofereceu muitas de suas canções para o show, e outros artistas ofereceram o uso de graça. Uma série de trilhas sonoras de Glee foi lançada através da Columbia Records. As canções incluídas são disponibilizadas no iTunes aproximadamente duas semanas antes do episódio em questão ir ao ar, e são colocadas em outras lojas digitas e em operadoras de telefonia móvel uma semana após o capítulo. Além disso, diversos canais no Youtube, como o TheAllGleeMusic, são conhecidos por disponibilizar as versões completas das músicas performadas nos episódios. Os produtores musicais da série, Adam Anders e Peer Åström começaram a incluir músicas originais no programa, como "Loser like Me" e "Get It Right", no episódio de 15 de março de 2011.
A série é coreografada por Zach Woodlee e dispõe de quatro a oito números por episódio. Assim que Murphy escolhe uma música, os direitos autorais são acertados com a editora pelo supervisor musical P. J. Bloom, e os produtores musicais, Anders e Åström, adaptam-as para o elenco. Os números são pré-gravados pelos integrantes, enquanto Woodle constrói os passos acompanhantes, que são ensinados ao conjunto e filmados. Gravações em estúdio das faixas então são realizadas. O processo começa entre seis a oito semanas antes do capítulo ser filmado, e pode terminar tão tarde como o dia antes das gravações. Os episódios tem um custo de produção de ao menos $3 milhões cada, e podem levar até dez dias para serem filmados, como resultado da elaboração das coreografias. No final de 2010, Bloom relatou que o processo tem sido ainda mais curto; "tão rápido quanto algumas semanas". Para a segunda temporada, os criadores ofereciam listas das canções para editoras e gravadoras com antecedência, com a concepção do episódio ocorrendo antes mesmo dos direitos serem acertados.

## Resumo
O conceito da série era explorar situações verossímeis ou próximas do cotidiano de qualquer pessoa, através dos personagens que sempre se deparam com situações constrangedoras ou para as quais não têm solução ou resposta imediata, mostrando o lado psicológico destes (em diálogos interiores, narrados em off). Têm-se ao final - dos episódios ou da temporada - uma reviravolta espetacular, com a solução do dilema. GLEE é uma formidável experiência de seriado sem o clima de "conto de fadas" muito comum em programas do gênero; mas que contém a estética do cinema Block-Buster.

### Primeira temporada (2009-2010)
A história começa com um professor de espanhol, William Schuester (Matthew Morrison), decidido a dirigir o clube do coral da escola em que leciona (e onde estudara na adolescência) e torná-lo motivo de orgulho novamente. Mas, para isso acontecer, ele terá que encarar vários obstáculos, como: um baixo orçamento, o controle obsessivo de sua esposa Terri (Jessalyn Gilsig), a baixa autoestima dos alunos, e claro, a treinadora das cheerleaders, campeã de seis títulos nacionais consecutivos, Sue Sylvester (Jane Lynch), que fará de tudo para impedir o sucesso do clube. Will fecha um acordo com o diretor da escola, Figgins, garantindo que se eles vencerem a competição regional de show do corais, o programa permanecerá, senão o clube acabará e a sala usada por eles será a alugada para adquirir dinheiro para a escola. Mas não será tão fácil vencer, pois além de Sue e problemas com sua esposa, ele terá que extrair dos alunos bastante talento se quiserem vencer as regionais.
Durante esse tempo, os alunos tentam achar seu lugar em um mundo no qual as diferenças não tem vez. A princípio o Glee Club só é frequentado por alunos excluídos e considerados perdedores: Rachel Berry (Lea Michele) é filha de dois pais gays e muito egoísta quando se trata de seu objetivo ser uma estrela. Kurt Hummel (Chris Colfer) é homossexual assumido, porém acaba enfrentando diversos preconceitos por ser do jeito que é. Mercedes Jones (Amber Riley) se considera a nova Witney Houston, mas é constantemente zoada por ser gorda e por nunca ter beijado alguém. Artie Abrams (Kevin McHale) sofre por ser paraplégico e ter que usar uma cadeira de rodas para se locomover. Tina Cohen-Chang (Jenna Ushkowitz) é uma asiática que canta muito bem, mas é extremamente tímida. O Glee Club começa a ir para a ruína, mas tudo muda quando Will, ao tentar fazer com que algum jogador de futebol entre no coral e ser ridicularizado por isso, escuta Finn Hudson (Cory Monteith), o capitão do time de futebol e o garoto mais popular do colégio cantar. Como já sabia que Finn nunca entraria por vontade própria no clube do coral, Will coloca um pacote de maconha medicinal no armário de Finn. Quando a droga é encontrada, Will obriga Finn a entrar no coral para o aluno não ser expulso. Finn primeiramente não gostar de estar no clube, mas depois ele acaba descobrindo uma paixão escondida pela música, e também por Rachel. Contudo, para competirem nas Regionais, o Novas Direções (nome dado ao coral) precisa de doze membros, e eles só tem seis.
Enquanto isso, Sue Sylvester, a treinadora das líderes de torcida do colégio, tenta mais do que tudo destruir o clube do coral. Para isso, ela coloca suas melhores cheerleaders como espiãs lá dentro: Quinn Fabray (Dianna Agron), a namorada de Finn e a capitã das líderes de torcidas do colégio, que entra no clube por também se sentir ameaçada por Rachel tentar conquistar Finn; Santana Lopez (Naya Rivera), a maior vadia da escola, que é extremamente malvada e Brittany S. Pierce (Heather Morris), a garota que dormiu com quase todos os garotos do colégio e que também não é muito inteligente. Logo depois, Puck (Mark Salling), junto com dois colegas do time de futebol, Mike e Matt, entram pro clube, atingindo os mínimos doze integrantes que precisam para competir.
Logo após, uma reviravolta acontece: Quinn se descobre grávida, mesmo sendo filha de pais muito religiosos e a presidente do clube do celibato do colégio. Ainda é revelado que o pai da criança não é Finn, mas sim Puck, o seu melhor amigo. Terri, a esposa de Will, também se revela grávida. Porém, pouco tempo depois, ela descobre que estava com gravidez psicológica, mas continua dizendo para Will que está esperando um filho dele para não magoá-lo. Quando Terri descobre que Quinn está grávida e que provavelmente vai dar o bebê para adoção, ela tenta convencer Quinn a dar a criança para ela, para Wiil nunca descobrir que ela estava mentindo. Quinn, ao princípio, aceita, mas ao passar por diversos acontecimentos relacionados à gravidez, como a descoberta de seus pais, sua expulsão de sua própria casa e a curta estadia na casa de Mercedes; ela decide ficar com a criança, para o desespero de Terri.
Um pouco antes das eliminatórias para as Regionais, Will descobre que Terri não estava grávida e pede o divórcio. Finn descobre através de Rachel que Puck é o pai da filha de Quinn. Assim, ele termina com ela e desfaz a amizade de anos com o amigo. Sue entrega para os corais que competirão com o Novas Direções a lista de músicas que eles irão cantar, e os fazem cantar por último, para que assim eles sejam acusados de plágio. Porém, o grupo organiza uma apresentação ás pressas e acabam ganhando, se classificando para as Regionais, mesmo sem os juízes saberem da trapaça dos outros dois grupos.
Finn e Rachel começam a namorar depois da vitória nas eliminatórias, mas ele termina com ela por não ter certeza de seus sentimentos pela mesma. Will e Emma, a orientadora pedagógica da escola também estão juntos, mas o relacionamento entre os dois fica difícil e os dois terminam; Finn tenta reatar com Rachel, mas ela se apaixona pelo líder do principal rival do Novas Direções nas Regionais, Jesse St. James (Jonathan Groff), e os dois começam a namorar. Ele se transfere para McKinley e ajuda Rachel a entrar numa busca que ela nunca pensou que conseguiria fazer: encontrar sua mãe biológica. Depois de muitas reviravoltas, ela finalmente a encontra, e ainda descobre que sua mãe é Shelby Corcoran (Indina Menzel), a treinadora do Vocal Adrenaline, principal rival de seu coral. Descobre-se depois que Jesse aproximou-se de Rachel de propósito para fazê-la encontrar Shelby, mas que ele de fato apaixonou-se por ela no processo. No entanto, para proteger o Vocal Adrenaline, ele a trai, voltando a seu coral de origem e posteriormente jogando ovos em sua cabeça, deixando-a extremamente triste.
Com a chegada das Regionais, o grupo sente-se desmotivado pois tem certeza de que nunca irá superar o Vocal Adrenaline. No entanto, Will diz a seus alunos para se divertirem acima de tudo, e o que tiver que acontecer irá acontecer. Com isso, o Novas Direções cantam uma mistura de músicas da banda Journey, principal inspiração de todos. Quinn dá a luz à sua filha, Beth, logo após a apresentação de seu coral, doando ela em seguida à mãe biológica de Rachel, Shelby.
Tem-se ainda nesta temporada uma jornada de auto-aceitação de diversos personagens: Artie, após ser menosprezado pelos próprios membros do coral, e estes serem obrigados por Will a usarem uma cadeira de rodas por uma semana inteira como punição, se dá conta de que talvez sua condição mão traga tantos males quanto imagina. Tina, com a ajuda de seu então namorado Artie, consegue aceitar sua carência e timidez e assumir-se da maneira que verdadeiramente é. Mercedes, após passar um breve período como líder de torcida (por causa de sua voz) e desenvolver um distúrbio alimentar por cauda da pressão de Sue para se tornar mais magra, assume seu corpo e para de se importar com opiniões alheias acerca de sua forma física. Finn assume seu amor pela música, tornando-se extremamente fiel ao grupo do coral, mesmo com as piadinhas que sofre. Puck se descobre um excelente companheiro ao longo da gravidez de Quinn, mesmo com alguns deslizes, e esta se torna totalmente agradecida ao grupo do coral, por estes serem os únicos que a verdadeiramente acolheram ao longo de sua gravidez. Santana e Brittany descobrem que podem ser pessoas muito melhores do que as cheerleaders malvadas que sempre foram. Mas a maior aceitação se dá por conta de Kurt, que após assumir-se a seu pai e este aceitar seu filho como é, passa a se aceitar, por mais ofensivos que possam ser os comentários deferidos a si.
O Novas Direções infelizmente fica em último lugar nas Regionais, mas, com a inesperada ajuda de Sue, eles conseguem mais um ano na escola para provar seu talento.

### Segunda temporada (2010-2011)
Depois da derrota devastadora nas Regionais - ficando em último lugar - o Glee Club e Will, voltam para a escola, mas infelizmente, ao contrário do que pensavam, ninguém ainda gosta deles, o que será difícil de aguentar no dia-a-dia da escola. Um ano novo letivo se inicia, e já que um aluno do clube do coral foi transferido, e eles agora estão com onze integrantes, sendo que precisam de doze para competir, tentam de tudo recrutar novas pessoas para entrar no clube do coral, mas não será tão fácil assim, já que o Glee club continua sendo o mais ridicularizado do colégio e todos os integrantes do mesmo continuam levando suco gelado na cara. Mesmo assim, eles conseguem dois interessados: Sam Evans (Chord Overstreet), um garoto propenso a se tornar o novo Finn Hudson da escola e Sunshine Corazón (Charice Pempengco), uma intercambista das Filipinas que é uma excelente cantora. No fim, Sam não faz a audição para não ser ridicularizado e Rachel assusta Sunshine tanto que ela acaba por pedir tranferência e entra no Vocal Adrenaline, o principal rival do Novas Direções. Porém logo depois, Sam entra para o coral, ignorando as zombações e o bullying de todos, e acaba se apaixonando por Quinn, que depois de dar á luz a sua filha e doá-la a mãe de Rachel volta a ser a capitã das Cheerios. Uma nova treinadora de futebol aparece e a princípio expulsa Finn do time por achar que ele estava zombando dela, quando na verdade ele só queria ajudar Artie a entrar para o time. Finn e Rachel estão juntos novamente, mas Kurt continua apaixonado por Finn, e para tentar se aproximar dele, ele apresenta seu pai á mãe de Finn. Os dois começam a namorar e na metade da temporada se casam. Kurt acaba perdendo a paixão por Finn, e continua sofrendo bullying na escola por ser gay. Ele sofre tanto por isso que acaba pedindo transferência para uma escola particular só de garotos onde conhece Blaine Anderson (Darren Criss), por quem desencadeará uma nova paixão. Emma se casa com um dentista, para desgosto de Will, e o mesmo se relaciona amorosamente com uma professora substituta do colégio. Competindo contra o coral do novo colégio de Kurt, o Novas Direções usa a tática de dar solos para alunos menos valorizados no clube. Assim, Sam e Quinn, já namorando, cantam um dueto e Santana canta um solo. Eles acabam empatando nas eliminatórias para as Regionais em primeiro lugar com os Warbles, coral do colégio de Kurt. Logo após a vitória, Finn termina com Rachel novamente por ela ter o traído com Puck, depois de descobrir que Finn transou com Santana no ano anterior. Sue fica tão obcecada em ganhar o campeonato de líderes de torcida que acaba pondo a vida de Brittany em risco, fazendo com que ela, Santana e Quinn saiam do time. Nas Regionais, o Novas Direções, cantando músicas compostas por eles mesmos, ganham e se classificam para as Nacionais, que nesse ano serão em Nova York. Santana começa a ter dúvidas sobre sua sexualidade, e acaba se descobrindo apaixonada por Brittany, mas a loira escolhe Artie, seu namorado desde o início da temporada. Sam termina com Quinn e ela volta com Finn, começando de vez sua campanha para ser a Rainha do Baile, com Finn sendo o Rei. Kurt e Blaine começam a se envolver amorosamente, e Santana convence Kurt a voltar a estudar no McKinley. Na semana do baile, Jesse volta e tenta reatar com Rachel, que inicialmente recusa, mas depois o leva como seu acompanhante no baile, para desgosto de Finn, que ainda gosta dela. No baile, Dave Karofsky, o valentão que ridicularizou Kurt por que também era gay e não conseguia lidar com isso é eleito como Rei do Baile e Kurt é eleito como Rainha, para sua humilhação. Finn e Jesse brigam por causa de Rachel e são expulsos da festa, fazendo Quinn culpar Rachel por sua derrota na eleição de Rainha do Baile. Na semana das Nacionais, a irmã mais velha de Sue, Jean, que tem síndrome de Down, vem a falecer, deixando Sue muito triste, já que sua irmã era a única pessoa que ela realmente amava. O clube só coral faz uma a homenagem a Jean, fazendo Sue dar uma trégua ao Novas Direções. Finn termina com Quinn, revelando que ainda tem sentimentos por Rachel, deixando Quinn extremamente brava, ao ponto de ela tentar sabotar a apresentação do coral nas Nacionais, mas Santana e Brittany a impedem. O coral parte para Nova York, e ficam presos no hotel para compor suas músicas para as Nacionais. Rachel e Kurt, que agora são melhores amigos combinam que irão estudar artes em Nova York depois de se formarem. Finn convida Rachel para um encontro, e tenta beijá-la, mas ela recua. Porém, no dueto dos dois na apresentação das Nacionais, os dois se beijam na frente da plateia, custando ao Novas Direções a vitória. No final eles ficam em 12.° lugar. Depois que voltam a Lima, Rachel e Finn reatam o namoro, e outro ano letivo chega ao fim.

### Terceira temporada (2011-2012)
Um ano novo começa! O Novas Direções continua perdedor, mas tem mais um ano para vencer. Para alguns dentro do clube é o último ano na escola, então essa é a última chance de muitos para ganhar as Nacionais. Quinn entra numa fase rebelde, com o cabelo rosa, cheia de piercings e uma tatuagem, e decide deixar o coral. Lauren também sai, com a desculpa de que a derrota nas últimas Nacionais derrubou sua reputação, e para completar, Sam se muda para outro estado por causa das condições financeiras de sua família, fazendo com o que o Glee Club tenha apenas 9 membros. Já que precisam de 12 para competir, Will lança um projeto para atrair novos membros. Blaine se transfere para o McKinley, para a alegria de Kurt, e logo arranja sua vaga no clube do coral. Sue lança sua candidatura ao Congresso, e decide se fazer contra as artes nas escolas públicas, para o desgosto de Will. Rachel e Kurt decidem que irão tentar entrar juntos para a NYADA (Academia de Artes Performáticas de Nova York), mas vão descobrir que sua tarefa não será tão fácil quanto imaginavam. Santana é expulsa do Glee depois de tentar prejudicar o mesmo obedecendo uma ordem de Sue. Além de Blaine, uma aluna chamada Sugar (Vanessa Lengies) se candidata ao clube do coral, mas seu talento musical é tão horrível que Will é obrigado a não permitir que um aluno não entre no Glee Club pela primeira vez, deixando-a muito revoltada. O resultado: Sugar fez com que seu pai rico contratasse Shelby Corcoran (Indina Menzel), a mãe biológica de Rachel e ex-treinadora do Vocal Adrenaline para ser treinadora de um novo clube do coral dentro do McKinley. Com a volta de Shelby, uma outra pessoa volta: Beth, a filha de Quinn e Puck que foi adotada por Shelby. A professora permite que os dois vejam a bebê, mas volta atrás em relação à Quinn e diz que ela só verá sua filha quando deixar seu comportamento rebelde. Quinn aceita, mas só de fachada, pois pretende roubar a guarda de Beth de volta a ela e Puck. Para facilitar sua entrada na NYADA, Kurt se candidata à presidência do grêmio estudantil, com a ajuda de Brittany, mas uma divergência de opiniões faz com que ela desista de ajudá-lo e ela acaba lançando sua própria campanha, para a preocupação dele. Então, junto com Rachel, ele se candidata ao papel principal da peça anual da escola, West Side History, com Artie como diretor, mas ele infelizmente não consegue, e para piorar, o papel principal é oferecido à Blaine. Kurt fica triste, mas logo supera e se concentra em ganhar a eleição estudantil. Rachel, por outro lado, fica bem próxima de conquistar o papel principal feminino na peça, mas por impulso também se candidata à presidência do grêmio, fazendo que sua amizade com Kurt fique abalada. Mercedes começa a se sentir injustiçada dentro do núcleo artístico do colégio, principalmente quando Will insistentemente a critica no Glee Club, para fazê-la dançar e cantar melhor. A gota d'água acontece quando ela consegue o papel principal da peça do colégio, mas se vê obrigada a dividi-lo com Rachel. Ela desiste do papel e deixa o Novas Direções para entrar no coral de Shelby, e leva consigo Santana e Brittany, criando assim as Troubletones. Na semana de estreia da peça, Artie reclama do fato de que Rachel e Blaine ainda sejam virgens, e diz que isso talvez possa prejudicar suas performances. Rachel então se desespera para perder sua virgindade com Finn, que logo descobre e se chateia. Blaine vai com Kurt a uma boate gay, onde ele acaba bebendo demais e tenta transar com Kurt em um carro, ele também se chateia e os dois brigam. Logo depois, Rachel e Blaine se desculpam com seus amados, e os dois pares finalmente têm sua primeira noite juntos. Will convernce Burt, o pai de Kurt, a se candidatar ao Congresso contra Sue, que com sua tática anti-arte está liderando as pequisas. Perto das Seccionais, Finn e Santana discutem feio nos corredores do colégio, e ao Finn insinuar que Santana é lésbica, uma aluna escuta e acaba levando essa informação ao seu tio, que é adversário de Sue e Burt nas eleições para o Congresso. Esse candidato faz um comercial de campanha revelando o segredo de Santana deixando-a devastada. Finn e o Novas Direções decidem ajudar e ela melhora, mesmo tendo brigado com sua avó, que é completamente contra homossexualismo. Burt vence as eleições para o Congresso e Kurt vence a eleição estudantil, porém o título de presidente do grêmio dura pouco, já que descobrem que a eleição foi fraudada para beneficiá-lo, e ele se torna o principal suspeito. Depois descobrimos que quem fraudou as urnas foi na verdade Rachel, que após desistir de sua candidatura fez de tudo para ajudar o amigo. Ela é suspensa por uma semana e proibida de participar das Seccionais, que seriam dali uma semana. Correndo contra o tempo para tentar substituir Rachel, ela e Finn vão atrás de Sam para fazê-lo voltar ao McKinley, e depois de muita insistência, ele aceita. O Novas Direções vencem as Seccionais, e Quinn convence Mercedes, Santana e Brittany a voltar ao coral, com a condição de elas sempre terem um número garantido nas próximas competições. Elas aceitam e tudo fica bem. Will decide pedir Emma em casamento e pede ajuda aos membros do coral para conseguir fazer isso. Emma aceita o pedido, e Finn, no mesmo embalo de Will, pede a mão de Rachel em casamento. Ela primeiramente fica relutante em aceitar, mas depois decide que ele é mesmo o amor de sua vida e aceita se casar com ele. Eles marcam o casamento para depois das Nacionais, e depois de uma falha tentativa de seus pais para impedirem o casório, eles antecipam o mesmo para depois das Regionais. Perto da competição, o líder dos Warbles, ex-coral de Blaine e Kurt, Sebastian, ameaça divulgar uma montagem de Finn nu caso Rachel não desista de competir, mas ela recusa, para a raiva de Finn. Dave Karofsky, um garoto que cometia bullying com Kurt é ridicularizado em sua nova escola e decide se matar, mas por pouco seu pai o impede. Depois da tentativa de suicídio chegar aos ouvidos de todos, Sebastian fica chocado e decide se desfazer das montagens pornográficas de Finn, competindo honestamente. O Novas direções vence novamente, e logo após quase acontece o casório de Finn e Rachel, que é impedido por causa de um grave acidente envolvendo Quinn, levando-a a usar cadeira de rodas temporariamente.Rachel é aceite em NYADA depois de muitas tentativas,mas desiste pois Kurt não é aceite e Finn também não poderá ir para Nova Iorque. Quinn volta a andar no dia do baile, e os novas direções vão para os nacionais em Chicago,vencendo o seu primeiro titulo nacional e reconhecimento e popularidade no colégio,Will é nomeado professor do ano e os finalistas se despedem da escola. No suposto dia do casamento de Finn e Rachel,Finn leva Rachel ao comboio para Nova Iorque onde todos se despedem dela.. A temporada acaba com Rachel chegando a Nova Iorque.

### Quarta temporada (2012-2013)
Nova temporada, muitas mudanças. Nessa nova fase Rachel está ralando em NY tentando agradar os professores, na fictícia NYADA, Finn no exército, Puck “trabalhando” em Los Angeles, assim como Kurt que está trabalhando como garçom, Mercedes na UCLA em um projeto, Quinn em YALE se envolvendo com um professor mais velhos e em uma sociedade feminista secreta, Mike em Chicago e Santana primeiramente em Louisville fazendo a vontade de sua mãe. Artie receberá uma notícia importante em relação a carreira que quer seguir, mas uma pessoa irá lhe impedir de tomar logo uma decisão: sua mãe. Burt, o pai de Kurt, está com câncer de próstata. Sue já teve sua filha, mas ainda não revelou o nome do pai. Will e Emma ainda não se casaram. O glee club, pela primeira vez, está popular e não terá dificuldade de recrutar novos membros para suprir a falta dos antigos, como Marley que é filha da cozinheira da escola (que é ridicularizada por ser gorda). Marley desenvolverá problemas alimentares o que irá afetar o glee. E também Ryder, que descobre ter dislexia, o que irá explicar muito sobre seus estudos e sua vida. Mais tarde, ele conhecerá alguém pela internet, algo que primeiramente era bom e ingênuo, vai se transformar em algo suspeito, mas interessante. Brittany repetiu de ano e irá cometer todas as atrocidades que a cantora Britney Spears cometeu em uma fase de sua carreira, uma bela critica a cantora camuflada de comédia. Puck, irá conhecer o meio irmão Jake, e os dois tentarão aproximar e acabar com a rixa entre suas mães. Mercedes e Mike voltarão para Lima para ajudar o amigo Finn, que já se formou mas ainda está na escola meio que “trabalhando” e depois de um tempo ela receberá noticias sobre Los Angeles, que a levarão a tomar uma decisão importante em sua vida. Rachel reencontrará sua mãe biológica e ela ajudará Rachel para algo importante na vida da filha. Mas depois Rachel descobre que a politica da faculdade, NYADA, só permite que os alunos tenham atividades extracurriculares se tiveram permissão de todos seus professores, será que Rachel terá aprovação de Cassandra? Seria a primeira coisa boa que a professora iria fazer. Em um primeiro momento, alguns do núcleo escolar não se dão bem, mas um tiroteio na escola irá fazer todo mundo ir ao limite e repensar o que é importante. Muitos segredos também serão revelados ou começarão a ser. Além de vermos uma reviravolta na história, incluindo a amizade de Sue com Becky Jackson. Além disso Blaine irá descobrir o ‘guilty pleasures’ de Sam, levando ele a refletir, já que a fome é um problema mundial porque a obesidade também é? Todos acabam contando seus guilty pleasures e isso irá resultar em mais aproximação entre os membros do coral. No ultimo episódio, o glee club tem uma segunda chance de participar das Regionais, que aconteceu no auditório do McKinley, devido a motivos meteorológicos. Este episódio tem vários cliffhangers e surpresas.
A quarta temporada possui uma reviravolta de eventos na vida de todos, onde uma sucessão de histórias aparecem e "reaparecem", pois tudo pode acontecer!

### Quinta temporada (2013-2014)
A série vai pegar de onde parou a última temporada e continuar a seguir o caminho dos estudantes NYADA e as crianças do New Directions. O ano escolar vai continuar no McKinley High, onde a vitória do clube do coral nas Regionais vai colocá-los no caminho para a possível vitórias nas Nacionais. Enquanto isso, em Nova York, vamos descobrir se Rachel aterra o papel principal em sua primeira produção da Broadway e o que Blaine planeja para sua proposta de Kurt. Os dois primeiros episódios da temporada contou com canções dos Beatles. Uma homenagem ao personagem de Cory Monteith, o Finn Hudson, foi feito. Além de uma um episódio baseado na rixa entre os fãs de Gaga e Katy Perry, a 5.ª temporada de Glee terá um episódio em homenagem ao cantor Billy Joel. Uma curiosidade é que o décimo segundo (12) episódio dessa temporada marca o centésimo (100) da série, e neste teremos a presença de vários antigos personagens, além de músicas já gravadas em Glee, escolhidas por uma votação no site oficial da série.
Nas últimas quatro temporadas, o líder do Glee Club foi Will Schuester está casado com a Emma Pillsbury (Jayma Mays). O coração de Mr. Schuester está no lugar certo e ele está determinado a ajudar as crianças em todos os aspectos da vida, mas a cada passo que ele deve lutar com sua rival, Sue Sylvester (atriz vencedora do Emmy Jane Lynch), a treinadora de cheerleading conivente com um bebé recém-nascido. Esse ano, o New Directions conta com Unique Adamas, Marley Rose, Jake Puckerman, Kitty Wilde, Ryder Lynn, Blaine Anderson, Sam Evans, Artie Abrams e Tina Cohen-Chang. Entrou também para o elenco de Glee a líder de torcida Bree. A partir do episódio 100 de Glee, "O episódio marco" – que será dividido em duas partes e irá ao ar nos dias 18 e 25 de março – mostrará Sue Sylvestre acabando com o New Directions, causando a partida de Mr. Shue. Uma grande parte do elenco original e estrelas convidadas retornarão para dizer adeus ao personagem de Morrison, entre eles estão Dianna Agron, Amber Riley, Mark Salling, Heather Morris e Harry Shum Jr. Depois do episódio, os episódios terão NYC como núcleo, fazendo com que Blaine (Darren Criss), Artie (Kevin McHale) e Sam (Chord Overstreet) se juntam a Rachel, Kurt e Santana. Mais à frente Mercedes (Amber Riley) se muda para NYC e acaba dividindo seu apartamento no Brooklyn com Blaine (depois de várias discussões e brigas com Kurt, ele acha melhor se mudar para salvar o casamento dos dois) e Sam (com quem volta a ter um caso). A Grande estreia de Rachel em Funny Girl finalmente acontece e com isso consegue ganhar uma grande popularidade imensa em NYC, Will e Sue acabam parando na grande cidade grande para ver a estreia de Rachel, mas o filho de Will com Emma nasce um pouco antes da estreia, isso faz com que Will tenha que voltar as pressas para Ohio. Blaine consegue ser apadrinhado por uma grande socialite nova yorkina, isso faz com que Kurt se morda de ciúmes e "quase" acaba tudo entre eles. Mercedes está finalizando seu álbum de estreia mas precisa de um novo ritmo e cabe a ninguém menos que Santana Lopez para a lhe ajudar nessa missão. No último episódio, The Untitled Rachel Berry Project (O Projeto Sem Título de Rachel Berry), Brittany volta para ficar com Santana, mas Santana infelizmente não se encontra, Mercedes apresenta seu novo single e Brittany se junta a ela na sua primeira turnê como dançarina, Blaine e Kurt se apresentam para as grandes socialites de NYC e Rachel consegue o roteiro do piloto de sua série na TV e vai fazer com que o sucesso que já tinha em NYC vire um sucesso mundial.

### Sexta temporada (2015)
Glee retorna as suas origens no último ano e Lima volta a ser o cenário principal da serie. No primeiro episódio, Rachel retorna à sua cidade natal, Lima, Ohio, após sua série fracassar. Como uma forma de redenção, ela decide juntamente com Kurt, tentar trazer de volta o Glee Club no McKinley, tarefa que não será fácil, pois Sue está mais rígida do que nunca em relação às artes na escola.
No segundo episódio, Homecoming (Retorno), Rachel pede ajuda dos formandos para recrutar novos integrantes para o Glee Club. Com isso, Sam, Santana, Brittany, Quinn, Puck, Mercedes, Tina e Artie retornam ao McKinley para ajudar Rachel e Kurt. Os principais personagens voltam no tempo e podemos conhecer um pouco mais do porquê os principais integrantes do Clube Glee escolheram se inscrever no fracassado coral da escola. O Clube Glee finalmente ganha as nacionais e reconhecimento. O tempo passa e podemos ver os integrantes ja adultos e com seus sonhos já realizados, como o de Rachel, que finalmente consegue seu esperado prêmio por seu trabalho na Broadway, O casamento de Blaine e Kurt e Santana e Brittany. Agora o McKinley se torna uma escola de referência e com Will Schuster como seu diretor.

## Elenco e Personagens
| Ator/Atriz            | Personagem                | Temporadas | Temporadas | Temporadas | Temporadas | Temporadas | Temporadas | Total de Aparições |
| --------------------- | ------------------------- | ---------- | ---------- | ---------- | ---------- | ---------- | ---------- | ------------------ |
| Ator/Atriz            | Personagem                | 1          | 2          | 3          | 4          | 5          | 6          | Total de Aparições |
| Lea Michele           | Rachel Berry              | Principal  | Principal  | Principal  | Principal  | Principal  | Principal  | 118 Eps.           |
| Chris Colfer          | Kurt Hummel               | Principal  | Principal  | Principal  | Principal  | Principal  | Principal  | 116 Eps.           |
| Matthew Morrison      | Will Schuester            | Principal  | Principal  | Principal  | Principal  | Principal  | Principal  | 109 Eps.           |
| Jane Lynch            | Sue Sylvester             | Principal  | Principal  | Principal  | Principal  | Principal  | Principal  | 96 Eps.            |
| Cory Monteith†        | Finn Hudson               | Principal  | Principal  | Principal  | Principal  |            |            | 81 Eps.            |
| Amber Riley           | Mercedes Jones            | Principal  | Principal  | Principal  | Recorrente | Principal  | Principal  | 93 Eps.            |
| Mark Salling†         | Noah Puckerman            | Principal  | Principal  | Principal  | Recorrente | Convidado  | Recorrente | 80 Eps.            |
| Dianna Agron          | Quinn Fabray              | Principal  | Principal  | Principal  | Convidada  | Convidada  | Convidada  | 73 Eps.            |
| Jayma Mays            | Emma Pillsbury            | Principal  | Principal  | Principal  | Recorrente | Convidada  | Convidada  | 61 Eps.            |
| Kevin McHale          | Artie Abrams              | Principal  | Principal  | Principal  | Principal  | Principal  | Recorrente | 113 Eps.           |
| Jenna Ushkowitz       | Tina Cohen-Chang          | Principal  | Principal  | Principal  | Principal  | Principal  | Recorrente | 116 Eps.           |
| Naya Rivera†          | Santana Lopez             | Recorrente | Principal  | Principal  | Principal  | Principal  | Recorrente | 99 Eps.            |
| Heather Morris        | Brittany Pierce           | Recorrente | Principal  | Principal  | Principal  | Convidada  | Recorrente | 92 Eps.            |
| Harry Shum, Jr.       | Mike Chang Jr.            | Recorrente | Principal  | Principal  | Recorrente | Convidado  | Convidado  | 76 Eps.            |
| Chord Overstreet      | Sam Evans                 |            | Recorrente | Principal  | Principal  | Principal  | Principal  | 89 Eps.            |
| Darren Criss          | Blaine Anderson           |            | Recorrente | Principal  | Principal  | Principal  | Principal  | 88 Eps.            |
| Alex Newell           | Wade "Unique" Adams       |            |            | Convidado  | Principal  | Principal  | Convidado  | 36 Eps.            |
| Melissa Benoist       | Marley Rose               |            |            |            | Principal  | Principal  |            | 35 Eps.            |
| Jacob Artist          | Jake Puckerman            |            |            |            | Principal  | Principal  | Convidado  | 36 Eps.            |
| Blake Jenner          | Ryder Lynn                |            |            |            | Principal  | Principal  | Convidado  | 32 Eps.            |
| Becca Tobin           | Kitty Wilde               |            |            |            | Principal  | Principal  | Principal  | 42 Eps.            |
| Noah Guthrie          | Roderick Meeks            |            |            |            |            |            | Principal  | 12 Eps.            |
| Samantha Marie Ware   | Jane Hayward              |            |            |            |            |            | Principal  | 11 Eps.            |
| Billy Lewis Jr        | Mason McCarthy            |            |            |            |            |            | Principal  | 11 Eps.            |
| Laura Dreyfuss        | Madison McCarthy          |            |            |            |            |            | Principal  | 11 Eps.            |
| Marshall Williams     | Spencer Porter            |            |            |            |            |            | Principal  | 11 Eps.            |
| Elenco Recorrente     |                           |            |            |            |            |            |            |                    |
| Iqbal Theba           | Diretor Figgins           | Recorrente | Recorrente | Recorrente | Recorrente | Recorrente | Recorrente | 58 Eps.            |
| Mike O'Malley         | Burt Hummel               | Recorrente | Recorrente | Recorrente | Convidado  | Recorrente | Convidado  | 33 Eps.            |
| Brad Ellis            | Brad (Homem do Piano)     | Recorrente | Recorrente | Recorrente | Recorrente | Recorrente | Recorrente | 80 Eps.            |
| Josh Sussman          | Jacob Ben Israel          | Recorrente | Recorrente | Convidado  | Convidado  | Convidado  |            | 21 Eps.            |
| Ashley Fink           | Lauren Zizes              | Recorrente | Recorrente | Convidada  | Convidada  |            | Convidada  | 25 Eps.            |
| Max Adler             | Dave Karofsky             | Recorrente | Recorrente | Convidado  |            | Convidado  | Recorrente | 29 Eps.            |
| James Earl, III       | Azimio                    | Recorrente | Recorrente | Convidado  |            |            |            | 17 Eps.            |
| Romy Rosemont         | Carole Hudson-Hummel      | Recorrente | Convidado  | Recorrente | Convidado  | Convidado  | Convidado  | 18 Eps.            |
| Jonathan Groff        | Jesse St. James           | Recorrente | Convidado  | Convidado  |            |            | Convidado  | 14 Eps.            |
| Kent Avenido          | Howard Bamboo             | Recorrente | Convidado  |            |            |            | Convidado  | 7 Eps.             |
| Stephen Tobolowsky    | Sandy Ryerson             | Recorrente | Convidado  |            |            |            |            | 8 Eps.             |
| Idina Menzel          | Shelby Corcoran           | Recorrente |            | Recorrente | Convidado  |            |            | 12 Eps.            |
| Dijon Talton          | Matt Rutherford           | Recorrente |            |            |            |            | Convidado  | 20 Eps.            |
| Patrick Gallagher     | Ken Tanaka                | Recorrente |            |            |            |            |            | 10 Eps.            |
| Lauren Potter         | Becky Jackson             | Convidado  | Recorrente | Recorrente | Recorrente | Recorrente | Recorrente | 55 Eps.            |
| Dot-Marie Jones       | Shannon / Sheldon Beiste  |            | Recorrente | Recorrente | Recorrente | Recorrente | Recorrente | 43 Eps.            |
| Telly Leung           | Wes                       |            | Recorrente |            |            |            |            | 7 Eps.             |
| John Stamos           | Dr. Carl Howell           |            | Recorrente |            |            |            |            | 4 Eps.             |
| Vanessa Lengies       | Sugar Motta               |            |            | Recorrente | Recorrente |            | Convidado  | 26 Eps.            |
| Samuel Larsen         | Joe Hart                  |            |            | Recorrente | Recorrente |            | Convidado  | 25 Eps.            |
| NeNe Leakes           | Roz Washington            |            |            | Recorrente | Convidado  | Convidado  | Convidado  | 13 Eps.            |
| Grant Gustin          | Sebastian Smythe          |            |            | Recorrente | Convidado  | Convidado  |            | 7 Eps.             |
| Damian McGinty        | Rory Flanagan             |            |            | Recorrente | Convidado  |            |            | 18 Eps.            |
| LaMarcus Tinker       | Shane Tinsley             |            |            | Recorrente |            |            |            | 8 Eps.             |
| Keong Sim             | Mike Chang Sr.            |            |            | Recorrente |            |            |            | 4 Eps.             |
| Trisha Rae Stahl      | Millie Rose               |            |            |            | Recorrente | Convidado  |            | 8 Eps.             |
| Pamela Chan           | Dottie Kazatori           |            |            |            | Recorrente | Convidado  |            | 7 Eps.             |
| Dean Geyer            | Brody Western             |            |            |            | Recorrente |            |            | 13 Eps.            |
| Kate Hudson           | Cassandra July            |            |            |            | Recorrente |            |            | 5 Eps.             |
| Nolan Gerard Funk     | Hunter Clarington         |            |            |            | Recorrente |            |            | 4 Eps.             |
| Erinn Westbrook       | Bree                      |            |            |            |            | Recorrente |            | 7 Eps.             |
| Adam Lambert          | Elliot "Starchild" Robert |            |            |            |            | Recorrente |            | 5 Eps.             |
| Demi Lovato           | Dani                      |            |            |            |            | Recorrente |            | 4 Eps.             |
| Peter Facinelli       | Rupert Campion            |            |            |            |            | Recorrente |            | 4 Eps.             |
| Christopher Cousins   | Harris                    |            |            |            |            | Convidado  | Recorrente | 7 Eps.             |
| Finneas O'Connell     | Alistar                   |            |            |            |            |            | Recorrente | 4 Eps.             |
| J.J. Totah            | Myron Muskovitz           |            |            |            |            |            | Recorrente | 4 Eps.             |
| Elenco Convidado      |                           |            |            |            |            |            |            |                    |
| Kristin Chenoweth     | April Rhodes              | Convidado  | Convidado  |            |            | Convidado  |            | 5 Eps.             |
| Charlotte Ross        | Judy Fabray               | Convidado  | Convidado  |            |            |            |            | 4 Eps.             |
| Robin Trocki          | Jean Sylvester            | Convidado  | Convidado  |            |            |            |            | 4 Eps.             |
| Olivia Newton-John    | Ela mesma                 | Convidado  |            |            |            |            |            | 2 Eps.             |
| Josh Groban           | Ele mesmo                 | Convidado  |            |            |            |            |            | 2 Eps.             |
| Neil Patrick Harris   | Bryan Ryan                | Convidado  |            |            |            |            |            | 1 Eps.             |
| Gwyneth Paltrow       | Holly Holliday            |            | Convidado  |            |            | Convidado  |            | 5 Eps.             |
| Carol Burnett         | Doris Sylvester           |            | Convidado  |            |            |            | Convidado  | 2 Eps.             |
| Charice Pempengco     | Sunshine Corazón          |            | Convidado  |            |            |            |            | 3 Eps.             |
| Cheyenne Jackson      | Dustin Goolsby            |            | Convidado  |            |            |            |            | 3 Eps.             |
| Britney Spears        | Ela mesma                 |            | Convidado  |            |            |            |            | 1 Eps.             |
| Patti LuPone          | Ela mesma                 |            | Convidado  |            |            |            |            | 1 Eps.             |
| Barry Bostwick        | Tim Stanwick              |            | Convidado  |            |            |            |            | 1 Eps.             |
| Meat Loaf             | Barry Jeffries            |            | Convidado  |            |            |            |            | 1 Eps.             |
| Katie Couric          | Ela mesma                 |            | Convidado  |            |            |            |            | 1 Eps.             |
| Whoopi Goldberg       | Carmen Tibideaux          |            |            | Convidado  | Convidado  | Convidado  |            | 6 Eps.             |
| Ivonne Coll           | Alma Lopez                |            |            | Convidado  |            |            | Convidado  | 3 Eps.             |
| Brian Stokes Mitchell | Leroy Berry               |            |            | Convidado  |            |            | Convidado  | 3 Eps.             |
| Gloria Estefan        | Maribel Lopez             |            |            | Convidado  |            |            | Convidado  | 2 Eps.             |
| Tamlyn Tomita         | Julia Chang               |            |            | Convidado  |            |            |            | 3 Eps.             |
| Jeff Goldblum         | Hiram Berry               |            |            | Convidado  |            |            |            | 2 Eps.             |
| Lindsay Pearce        | Harmony                   |            |            | Convidado  |            |            |            | 2 Eps.             |
| Matt Bomer            | Cooper Anderson           |            |            | Convidado  |            |            |            | 1 Eps.             |
| Ricky Martin          | David Martinez            |            |            | Convidado  |            |            |            | 1 Eps.             |
| Lindsay Lohan         | Ela mesma                 |            |            | Convidado  |            |            |            | 1 Eps.             |
| Perez Hilton          | Ele mesmo                 |            |            | Convidado  |            |            |            | 1 Eps.             |
| Rex Lee               | Martin Fong               |            |            | Convidado  |            |            |            | 1 Eps.             |
| Sarah Jessica Parker  | Isabelle Wright           |            |            |            | Convidado  |            |            | 3 Eps.             |
| Katey Sagal           | Nancy Abrams              |            |            |            | Convidado  |            |            | 1 Eps.             |
| Shirley MacLaine      | June Dolloway             |            |            |            |            | Convidado  |            | 2 Eps.             |
| Ioan Gruffudd         | Paolo San Pablo           |            |            |            |            | Convidado  |            | 2 Eps.             |
| Tyra Banks            | Bichette                  |            |            |            |            | Convidado  |            | 1 Eps.             |
| June Squibb           | Maggie Banks              |            |            |            |            | Convidado  |            | 1 Eps.             |
| Tim Conway            | Marty Rogers              |            |            |            |            | Convidado  |            | 1 Eps.             |
| Billy Dee Williams    | Andy Collins              |            |            |            |            | Convidado  |            | 1 Eps.             |
| Chace Crawford        | Biff McIntosh             |            |            |            |            | Convidado  |            | 1 Eps.             |
| Jennifer Coolidge     | Whitney Pierce            |            |            |            |            |            | Convidado  | 2 Eps.             |
| Ken Jeong             | Pierce Pierce             |            |            |            |            |            | Convidado  | 2 Eps.             |
| Geraldo Rivera        | Ele mesmo                 |            |            |            |            |            | Convidado  | 2 Eps.             |
| Gina Gershon          | Pam Anderson              |            |            |            |            |            | Convidado  | 1 Eps.             |
| Andrew Rannells       | Ele mesmo                 |            |            |            |            |            | Convidado  | 1 Eps.             |

### Elenco
A maior parte do elenco foi escolhida por Ryan Murphy, entretanto, nenhum ou quase nenhum ator do elenco regular tinha experiência no ramo, o que fez muitos não acreditarem na capacidade da série por não haver ninguém famoso no elenco.

## Dublagem Brasileira
- Estúdio: Dublavídeo (1ª-2ª temporadas) / Delart (3ª-4ª temporadas) / Audio News (5ª-6ª temporada)
- Direção: João Francisco Garcia (Dublavídeo) / Mário Jorge Andrade (Delart) / Sheila Dorfman e Élida L'Astorina (Audio News)
- Tradução: Rachel Vieira (Dublavídeo) / Sérgio Cantú (Delart) / Virgínia Rodrigues (Audio News)
- Narrador: Silvio Giraldi (Dublavídeo) / Mário Jorge Andrade (Delart) / Marco Ribeiro (Audio News)

| Personagem            | Dublador(a)       | Dublador(a)        |
| Personagem            | 1ª-2ª Temporadas  | 3ª-6ª Temporadas   |
| --------------------- | ----------------- | ------------------ |
| Rachel Berry          | Fernanda Bullara  | Sylvia Salustti    |
| Kurt Hummel           | Thiago Keplmair   | Gustavo Pereira    |
| Will Schuester        | Silvio Giraldi    | Duda Espinoza      |
| Sue Sylvester         | Lúcia Helena      | Mariangela Cantú   |
| Artie Abrams          | Silas Borges      | José Leonardo      |
| Tina Cohen-Chang      | Samira Fernandes  | Ana Elena          |
| Finn Hudson           | Hermes Baroli     | Reinaldo Buzzoni   |
| Mercedes Jones        | Kate Kelly        | Andrea Suhett      |
| Noah "Puck" Puckerman | Felipe Zilse      | Renan Freitas      |
| Quinn Fabray          | Luciana Baroli    | Flávia Saddy       |
| Emma Pillsbury        | Tatiane Keplmair  | Adriana Torres     |
| Santana Lopez         | Priscila Ferreira | Carol Kapfer       |
| Brittany Susan Pierce | Lene Bastos       | Rita Lopes         |
| Burt Hummel           | Nestor Chiesse    | Ronaldo Júlio      |
| Mike Chang            | Rodrigo Andreatto | Charles Emmanuel   |
| Blaine Anderson       | Fábio Lucindo     | Philippe Maia      |
| Sam Evans             | Gabriel Noya      | Raphael Rossatto   |
| Wade "Unique" Adams   | -                 | Wirley Contaifer   |
| Kitty Wilde           | -                 | Hannah Buttel      |
| Jake Puckerman        | -                 | Felipe Drummond    |
| Ryder Lynn            | -                 | Alexandre Drummond |
| Marley Rose           | -                 | Mariana Torres     |

## Audiência
| Temporada | Horário                                                                                           | Season premiere        | Season finale       | Temporada da TV | Posição                | Telespectadores (em milhões) |
| --------- | ------------------------------------------------------------------------------------------------- | ---------------------- | ------------------- | --------------- | ---------------------- | ---------------------------- |
| 1         | Quarta 21h00 (2009) Terça 21h00 (2010)                                                            | 19 de maio de 2009     | 8 de junho de 2010  | 2009–2010       | #04 (18-40) #23 (tudo) | 9.77                         |
| 2         | Quarta 20h00 (2010-2011) Domingo 22h38 (06 de Fevereiro de 2011) Terça 21h00 (24 de Maio de 2011) | 21 de setembro de 2010 | 24 de maio de 2011  | 2010–2011       | #13                    | 10.11                        |
| 3         | Quarta 21h50 (2011-2012)                                                                          | 20 de setembro de 2011 | 22 de maio de 2012  | 2011-2012       | #06                    | 8.71                         |
| 4         | Quinta 21h00 (2012-2013)                                                                          | 13 de setembro de 2012 | 09 de maio de 2013  | 2012-2013       | #26                    | 8.26                         |
| 5         | Quinta 21h00 (2013) Terça 20h00 (2014)                                                            | 26 de setembro de 2013 | 13 de maio de 2014  | 2013-2014       | #08                    | 4.57                         |
| 6         | Sexta 20h00 (2015) [Episódio 01, 02] Sexta 21:00 (2015) Sexta 20h00 (2015) [Episódio 12, 13]      | 09 de janeiro de 2015  | 20 de março de 2015 | 2015            | TBA                    | 2.34                         |

A maior audiência de GLEE foi com o 11º episódio da 2ª temporada, 'The Sue Sylvester Bowl Shuffle', que obteve 26,80 milhões de telespectadores; já a menor audiência foi com o 6º episódio da sexta temporada, 'What the World Needs Now', que obteve apenas 1,58 milhões de telespectadores.

## Episódios
| Temporada | Temporada | Episódios | Episódios | Originalmente exibido  | Originalmente exibido |
| Temporada | Temporada | Episódios | Episódios | Estreia da temporada   | Final da temporada    |
| --------- | --------- | --------- | --------- | ---------------------- | --------------------- |
|           | 1         | 22        | 22        | 19 de maio de 2009     | 8 de junho de 2010    |
|           | 2         | 22        | 22        | 21 de setembro de 2010 | 24 de maio de 2011    |
|           | 3         | 22        | 22        | 20 de setembro de 2011 | 22 de maio de 2012    |
|           | 4         | 22        | 22        | 13 de setembro de 2012 | 9 de maio de 2013     |
|           | 5         | 20        | 20        | 26 de setembro de 2013 | 13 de maio de 2014    |
|           | 6         | 13        | 13        | 9 de janeiro de 2015   | 20 de março de 2015   |

## Trilha sonora
A trilha sonora de GLEE (CDs, EPs, etc.) é algo marcante durante a série, pois a mesma mistura clássicos com hits atuais em diferentes línguas, inclusive canções originais.Ao todo, já foram interpretadas mais de 526 canções pelo elenco!
GLEE: The Music
GLEE: The Music vai desde os clássicos dos anos 60, até Pop. GLEE: The Music bateu o recorde de download de músicas dos Beatles, de Elvis Presley, e fez a música Don't Stop Believin' se tornar a música mais baixada da história do iTunes - recorde que não é mais deles - assim como a banda Journey, que voltou para o mercado musical chegando a agradecer em público a série e principalmente Ryan Murphy, por ter proporcionado essa reviravolta em sua jornada, literalmente. O cantor e/ou banda não saem perdendo, pois metade do que é arrecadado com os downloads legais da músicas é redirecionado para eles. Lembrando que alguns CDs estão disponíveis apenas para download digital pelo serviço iTunes da Apple.
Primeira Temporada
- Glee: The Music, Volume 1
- Glee: The Music, Volume 2
- Glee: The Music, The Power of Madonna
- Glee: The Music, Volume 3 - Showstoppers
- Glee: The Music, Journey to Regionals
- Glee: The Music - The Complete Season One
- Glee: The Music - The Best of Season One
- Glee: The Music - The Complete Season One CD Collection

Segunda Temporada
- Glee: The Music, The Rocky Horror Glee Show
- Glee: The Music, The Christmas Album
- Glee: The Music, Volume 4
- Glee: The Music, Love Songs
- Glee: The Music, Dance Party
- Glee: The Music, Volume 5
- Glee: The Music Presents the Warblers
- Glee: The Music, Volume 6
- Glee: The Music - The Complete Season Two

Filme
- Glee: The 3D Concert Movie (Trilha Sonora)

Terceira Temporada
- Glee: The Music, The Christmas Album Volume 2
- Glee: The Music, Volume 7
- Glee: The Music, The Graduation Album
- Glee: The Music - The Complete Season Three

Quarta Temporada
- Glee: The Music, Britney 2.0
- Glee: The Music Presents Glease
- Glee: The Music, Season 4, Volume 1
- Glee: The Music, The Christmas Album Volume 3
- Glee: The Music - The Complete Season Four

Quinta Temporada
- Glee Sings The Beatles
- The Quarterback
- A Katy or A Gaga
- Movin' Out
- Glee: The Music, The Christmas Album Volume 4
- City of Angels
- Glee: The Music, Celebrating 100 Episodes
- New New York (EP)
- Bash
- Tested
- Opening Night
- The Back-Up Plan
- Glee: The Music, Old Dogs, New Tricks
- Glee: The Music, The Untitled Rachel Berry Project

Sexta Temporada
- Glee: The Music, Loser Like Me
- Glee: The Music, Homecoming
- Glee: The Music, Jagged Little Tapestry
- Glee: The Music, The Hurt Locker
- Glee: The Music, The Hurt Locker, Part Two
- Glee: The Music, What The World Needs Now
- Glee: The Music, Transitioning
- Glee: The Music, A Wedding
- Glee: The Music, Child Star
- Glee: The Music, The Rise and Fall of Sue Sylvester
- Glee: The Music, We Built This Glee Club
- Glee: The Music, 2009
- Glee: The Music, Dreams Come True

## Merchandising

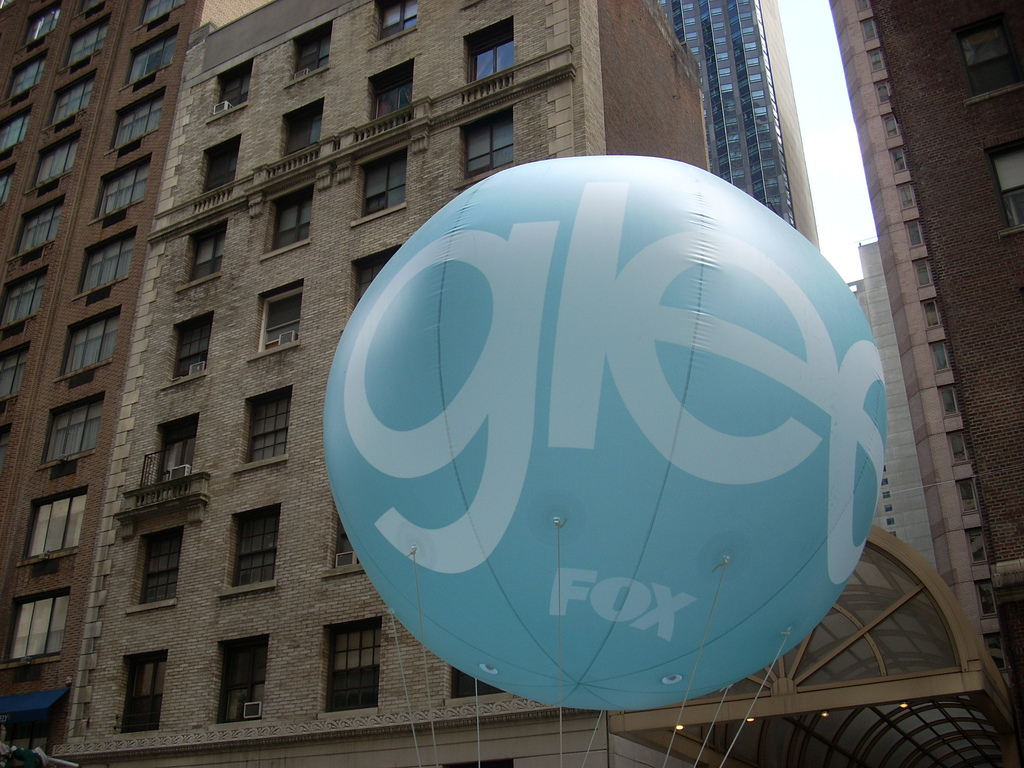
Um balão promocional para a Glee na cidade de Nova York

Era noite de 19 de maio de 2009. Na TV americana estreava GLEE. Para alguns soava como algo repetido, mas o cheiro de passado logo sumiu nos primeiros minutos. Era em seus personagens complexos, carismáticos, ambiciosos e no texto que estava algo diferente, o enredo nos faz rir e chorar. A série já faturou prêmios Emmy©, um dos mais concorridos na televisão americana e é aclamado pelo fãs. Transmitido em mais de 60 países, a série é só um arsenal multimídia de livros, DVDs, CDs, e games que sustentam a gleekmania no mundo. E ainda tem um curta-metragem.
Livros
A série possui versões em livro. Ryan Murphy, o criador da série, escreveu uma trilogia. O primeiro, GLEE: The Beggining, foi lançado no Brasil. Os outros, GLEE: Foreign Exchange e GLEE: Summer Break, foram apenas lançados nos Estados Unidos e em livrarias virtuais. Mas a série conta com outros livros oficiais: GLEE: Guia Da Série – Não Deixe De Acreditar, Choosing GLEE, além do Anuário Do Colégio William McKinley. Esse último lançado como um guia completo de vários momentos da série, curiosidades envolvendo os personagens, além de ser uma forma de comemoração, a formatura de oito alunos do glee club. Uma autobiografia da iconoclasta personagem Sue Sylvester está praticamente concluída, e Ryan Murphy pensa em levar Jane Lynch, caracterizada de Sue Sylvester, para uma turnê mundial de divulgação deste livro.

## GLEE 3D: O Filme
"Glee: The 3D Concert Movie" é o primeiro e único longa metragem da série que foi lançado mundialmente no dia 12 de agosto de 2011 e ficou em cartaz durante duas semanas. Com o objetivo inicial de contemplar os fãs que não conseguiram ingressos para os shows que teve lotação esgotada, o filme traz uma carga dramática de depoimentos de fãs contando suas experiencias e como Glee ajudou a superar as diversidades, além de cenas exclusivas da turnê. 
"A resposta dos fãs ao nosso pequeno show foi tão imediata e tão gratificante, que queria sair e agradecer-lhes ao vivo e em pessoa. O filme é uma tentativa de trazer um público maior para o show onde o elenco de Glee não pode chegar", comentou Murphy.
O filme foi dirigido por Kevin Tancharoen e custou cerca de US$ 9 milhões, em apenas duas semanas o longa cobriu a expectativa de US$ 7 milhões atingindo US$ 18 milhões. O show foi gravado em East Rutherford, no dia 16 de Junho com um publico de 29 mil pessoas e também ganhou uma trilha sonora original em CD.

## Recepção
A série faz sucesso. Já se apresentou, por exemplo, na Casa Branca, a pedido de Michelle Obama, em um show ao vivo e o elenco já foi entrevistado por Oprah Winfrey em seu programa. Entretanto a série é alvo de grupos estadunidenses, geralmente, conservadores, na qual reclamam do conteúdo da série ser polêmico. Um aluno já chegou a ser expulso de uma escola católica por assistir GLEE. O caso mais recente, foi quando houve um 'tiroteio' dentro do núcleo escolar. Várias pessoas foram contra. A FOX, não chegou a censurá-lo, mas foi necessário, para não irritar, emitir uma mensagem antes do mesmo começar. Ryan Murphy disse que o episódio é emocionante, mas é importante ao mesmo tempo, pois debate o assunto de armas num momento em que o país passa pela dificuldade de controle das mesmas e uma das metas de Barack Obama é desarmamento. E diz mais: “Há vários casos de tiroteios em escolas na vida real, infelizmente, essas escolas, e o nosso governo, só pensam em segurança depois que uma tragédia acontece”. No Brasil, a primeira temporada da série foi exibida com cortes e dublada de forma diferente pela Rede Globo©. Enquanto isso, a série recebe ou é indicada para prêmios.[carece de fontes?]GLEE recebeu avaliações favoráveis da crítica especializada, com média ponderada Metacritic de 77 de 100 com base em dezoito revisões críticas.

### Prêmios
Foi nomeada para dezenove Emmy Awards, quatro Globos de Ouro©, seis Satelit Awards© e cinquenta e sete outros prêmios, com vitórias, incluindo:
• O Globo de Ouro© 2010 de Melhor Série De Televisão – Comédia ou Musical.
• O Globo de Ouro© 2011 de Melhor Série De Televisão – Comédia ou Musical.
• O Globo de Ouro© 2011 de Melhor Ator Coadjuvante em Série, Minissérie ou Filme de TV:Chris Colfer
• E prêmios Emmy© para Jane Lynch, para Neil Patrick Harris e para a direção de Ryan Murphy pelo episódio piloto.
A série ganhou o Globo de Ouro© de Melhor Série De Televisão – Comédia ou Musical duas outras vezes. Foi escolhido pela FOX para preencher o intervalo de tempo desejado que se seguiu a cobertura do Super Bowl XLV, em 2011. Em 14 de julho de 2011, GLEE foi nomeado para doze Emmys Prime Time©.
•Satelit Awards de Melhor atriz: Lea Michele 2009-2010.